# Božići (Kozarska Dubica)
Božići (szerbül: Божићи), falu Bosznia-Hercegovinában, Bosanska krajina területén, Kozarska Dubica községben, a Szerb Köztársaságban. 

## Fekvése
Bosznia-Hercegovina északi részén, Banja Lukától légvonalban 49, közúton 90 km-re északnyugatra, községközpontjától légvonalban és közúton 5 km-re délkeletre, a Kozara-hegység északi lejtőin és az alatta fekvő enyhén hullámos dombvidéken, 110 - 180 méteres tengerszint feletti magasságban, a Moštanica-folyó völgyének bal oldalán fekszik. Egy, a folyóra és a főútra merőleges utcából, és több, kis házcsoportból áll.

## Népessége
| Nemzetiségi csoport | Népesség 1991 | Népesség 2013 |
| ------------------- | ------------- | ------------- |
| Szerb               | 349           | 221           |
| Bosnyák             | 44            | 1             |
| Horvát              | 6             | 2             |
| Jugoszláv           | 8             | 0             |
| Egyéb               | 7             | 4             |
| Összesen            | 414           | 228           |

## Története
A település 1878-ig tartozott az Oszmán Birodalomhoz, ekkor a berlini kongresszus határozata alapján az Osztrák-Magyar Monarchia része lett. 1879-ben az első osztrák-magyar népszámlálás során a Kostajnicai járáshoz tartozó Bosanska Dubica község részeként a falunak 30 háztartása és 176 ortodox szerb lakosa volt. 1910-ben a Bosanska Dubica-i járásban fekvő Božići községben levő faluban 17 háztartást, 91 ortodox szerb és 23katolikus lakost találtak. A monarchia szétesésével 1918-ben előbb a Szerb-Horvát-Szlovén Királyság, majd 1929-től a Jugoszláv Királyság része. 1921-ben a községnek 104 háztartása és 578 lakosa volt. Jugoszlávia megszállása után a falu a Független Horvát Állam (NDH) része lett.
1945-től a település a szocialista Jugoszlávia része volt. A Bosznia-Hercegovinában zajló polgárháború idején a település a Boszniai Szerb Köztársaság része volt. Jugoszlávia felbomlása és a bosznia-hercegovinai háború során a falu nem szenvedett jelentősebb veszteségeket. 1995. szeptember 18-án és 19-én az Una horvát hadművelet keretében Kozarska Dubica község területét megtámadta a Horvát Köztársaság hadserege (HV). Ezt a támadást a Boszniai Szerb Köztársaság hadserege (VRS) és a helyi lakosság visszaverte. A daytoni békeszerződést követő területfelosztásnál a település, Kozarska Dubica község részeként a Szerb Köztársaság területéhez került.